# Catapaguroides iejimensis
Catapaguroides iejimensis is een tienpotigensoort uit de familie van de Paguridae. De wetenschappelijke naam van de soort is voor het eerst geldig gepubliceerd in 2004 door Osawa & Takeda.